# Elisabet Cristina de Brunsvic-Wolfenbüttel
Elisabet Cristina de Brunsvic-Wolfenbüttel (Braunschweig, Sacre Imperi Romanogermànic, 1691 - Viena, 1750) fou princesa de Brunsvic-Wolfenbüttel amb el tractament d'altesa que contragué matrimoni amb l'emperador Carles VI, emperador romanogermànic.

## Orígens familiars
Nascuda a la ciutat de Braunschweig, a l'Alemanya septentrional, el dia 28 d'agost de 1691, Elisabet Cristina era filla del duc Lluís Rodolf de Brunsvic-Wolfenbüttel i de la princesa Cristina Lluïsa d'Oettingen-Oettingen. La princesa era neta per via paterna del duc Antoni Ulric de Brunsvic-Wolfebüttel i de la princesa Elisabet Juliana de Holstein-Norburg. Va tenir dues germanes, Carlota Cristina de Braunschweig-Wolfenbüttel, casada amb el tsarévitx Alexei Petróvitx Romanov, i Antonieta Amàlia de Brunsvic-Lüneburg, qui va contreure matrimoni amb Ferran Albert II de Brunsvic-Lüneburg.

## Núpcies i descendents
El 23 d'abril de 1708, a Kloster-Neuburg (Àustria), es va produir l'enllaç matrimonial per poders entre Elisabet Cristina de Brunsvic i el monarca Carles III, present a Barcelona des del 1705. La nova reina es va dirigir a Catalunya per consumar el matrimoni i, des de Gènova, es va embarcar en direcció a Mataró. El 25 de juliol, Elisabet Cristina arribava a la platja de la ciutat enmig d'un ambient festiu. Els carrers estaven engalanats amb tapisseries de gran valor i a l'entrada del carrer de Sant Antoni es van aixecar uns arcs magnífics. Davant del portal de Barcelona es va preparar un jardí arbrat ple de flors i amb una gran varietat d'aus, on hi havia una font que regalimava vi tot simbolitzant la fertilitat de la comarca. La reina es va allotjar en una de les millors cases de Mataró, la del cavaller Jaume Baró, emplaçada a la Riera. Després de sis jornades a la ciutat, Elisabet Cristina es va dirigir a Barcelona per casar-se amb Carles III.
Es feu una cerimònia de boda, oficiada per l'arquebisbe de Tarragona, Josep Llinàs, a l'església de Santa Maria del Mar de Barcelona l'1 d'agost del 1708, amb Carles VI del Sacre Imperi Romanogermànic, fill de l'emperador Leopold I, emperador romanogermànic i de la princesa Elionor del Palatinat-Neuburg. El casament fou possible gràcies als interessos de la cunyada de Carles VI, la princesa Amàlia Guillema de Brunsvic-Lüneburg, esposa de l'emperador Josep I, emperador romanogermànic.
La parella tingué quatre fills:
- L'arxiduc Leopold d'Àustria, nat a Viena el 1716 i mort el mateix any a Viena.
- L'arxiduquessa Maria Teresa I d'Àustria, nada a Viena el 1717 i morta el 1780. Es casà amb l'emperador Francesc I, emperador romanogermànic, duc de Lorena.
- L'arxiduquessa Maria Anna d'Àustria, nada a Viena el 1718 i morta a Brussel·les el 1744. Es casà amb el príncep Carles Alexandre de Lorena.
- L'arxiduquessa Maria Amàlia d'Àustria, nada a Viena el 1724 i morta el 1730.

## Vida política

Arribada d'Elisabet Cristina de Brunswick a Mataró el 1708.

Elisabet Cristina procedia d'una família alemanya protestant; en canvi, els Habsburg eren coneguts pel seu catolicisme a ultrança. El matrimoni d'Elisabet Cristina i Carles VI fou possible després de la conversió de la princesa al catolicisme a la ciutat de Bamberg l'1 de maig del 1707.L'Arxiduc Carles anuncià el 8 d'agost de 1707 i el trasllat a Barcelona de l'esposa, el seu futur matrimoni amb Elisabet Cristina de Brunsvic-Wolfenbüttl, filla del duc Lluís Rodolf de Brunsvic-Wolfenbüttel i de la princesa Cristina Lluïsa d'Oettingen-Oettingen. Se celebraren les esposalles el 23 d'abril de 1708 a Kloster-Neuburg i la reina recorregué els estats italians, reforçant la seva adhesió a la causa austriacista arribant a Mataró el 25 de juliol, poc després de la victòria a la batalla d'Oudenaarde, i instal·lant-se al palau de Jaume Baró. La reina s'estigué a la ciutat per tal de descansar del llarg viatge i abans de fer la seva entrada amb tots els honors a Barcelona. La llarga estada de sis dies, però, podria respondre al fet, segons cròniques de l'època, que en la primera nit que estigué a Mataró els mosquits li varen deixar la cara plena de picades. L'agost de 1708 la parella es casà a l'església de Santa Maria del Mar de Barcelona. S'instal·laren al Palau Reial Nou de Barcelona amb la cort. La presència d'Elisabet Cristina reforçà l'aparent compromís de la casa d'Àustria en el terreny de joc creat arran de la Guerra de Successió espanyola.
A la mort de l'emperador Josep I, emperador romanogermnic sense descendència masculina l'any 1711, Carles VI abandonà Barcelona deixant la seva muller com a testimoni dels seus interessos a Espanya. En la seva tasca d'administració tingué un paper destacat Ramon de Vilana-Perles, secretari i confident de l'arxiduquessa. Malgrat aquest gest de crompromís de Carles VI, al cap d'un any i mig Elisabet Cristina abandonà Barcelona i partí de nou cap a Viena (març del 1713), tot fent promeses de garantir als catalans les seves institucions a nivell internacional. A patir de 1713 la presència d'Elisabet Cristina decaigué en els afers polítics de l'Imperi. A la mort del seu espòs, el 1740, Elisabet Cristina es tornà a enfrontar amb problemes successoris, ja que seguia en vigor la Pragmàtica Sanció del 1713,que establia la indivisibilitat del regne i impedia l'ascens de les dones al tron imperial, i atès que no havien tingut fills barons que haguessin arribat a l'edat adulta Elisabet Cristina desenvolupà una important activitat diplomàtica en favor de la seva filla Maria Teresa. En el marc de la Guerra de Successió austríaca, Elisabet Cristina tingué contactes diplomàtics amb el rei Frederic de Prússia o amb la princesa Anna de Mecklenburg-Schwerin, gran duquessa-regent de Rússia durant la minoria d'edat del tsar Ivan VI de Rússia. Malgrat tot, el fet clau per a Elisabet Cristina fou el suport obtingut per part dels hongaresos a la candidatura de la seva filla. La unitat imperial facilitaria les coses per Maria Teresa, que amb el suport de la Gran Bretanya pogué resistir als atacs militars francesos i prussians i pujà al tron.

## Mort i enterrament
Elisabet Cristina morí a Viena el dia 21 de desembre de 1750 a l'edat de 59 anys.
En el sepulcre d'Elisabet, a la Kaisergruft, la cripta imperial de Viena, annexa a l'església dels caputxins, hi ha un relleu que representa una vista de Barcelona des del port.
Un retrat seu es conserva al Museu d'Història de Barcelona (MUHBA).